# Bachelor of Arts

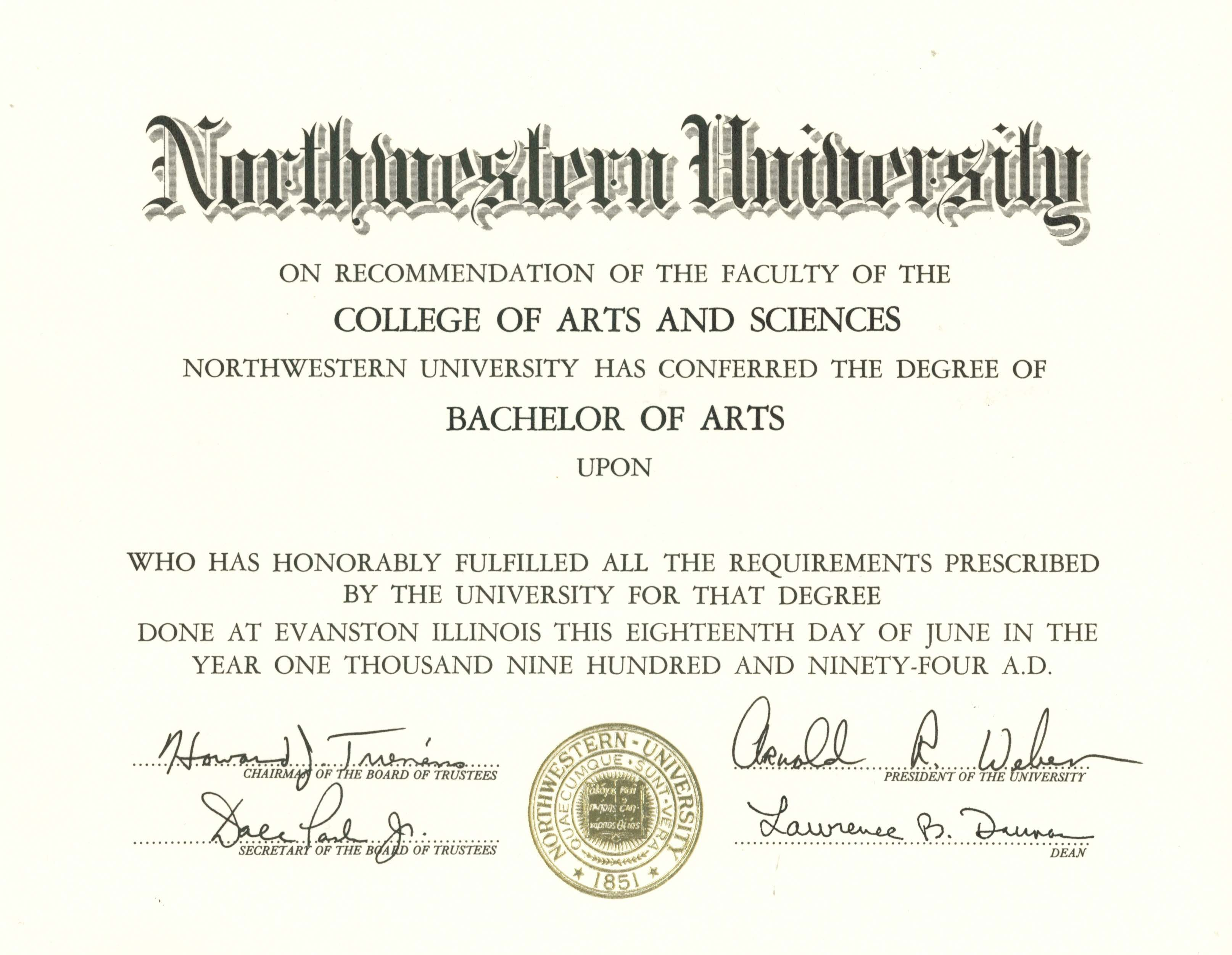
diploma do bacharelado em artes

Bachelor of Arts (BA ou AB; em Latim baccalaureus artium ou artium baccalaureus, ou "bacharelado em artes" em tradução livre) é uma graduação de bacharel num programa de artes. Um curso de bacharelado em artes é geralmente concluído em três ou quatro anos, dependendo do país e da instituição.
Vários países oferecem esta graduação e diploma, como Armênia, Azerbaijão, Egito, Gana, Grécia, Hong Kong, Irã, Iraque, Irlanda, Japão, Malásia, Israel, Holanda, Nigéria, Rússia, Coreia do Sul, Espanha, Turquia, Estados Unidos e Austrália.

## Definição
O grau de Bacharel em Artes (BA) é um diploma de graduação pós-secundário que se concentra em artes e estudos liberais. Em comparação, um Bacharelado em Ciências (BS) tem um foco maior em ciências, matemática e engenharia. O Bacharelado em Artes é um tipo de Bacharelado. Um grau de Bacharel em Artes geralmente é concluído em 4 anos, porque são exigidos 4 anos de curso em tempo integral para obtê-lo. No entanto, assim como em outros graus, determinados cursos podem exigir um período de tempo mais longo. Isso se deve a fatores como capacidade do aluno, motivação e acesso a assistência financeira para obter o diploma. Assim como outros graus de bacharelado, o Bacharelado em Artes era tradicionalmente oferecido nas únicas universidades e faculdades públicas e privadas em 4 anos. Um Bacharelado em Artes, assim como outros diplomas de bacharel, é um requisito de admissão para pós-graduação e escola profissional. Na na década de 1990, faculdades comunitárias começaram a conferir seus próprios diplomas de bacharelado. Há muitos mais graus de Bacharelado em Artes com objetivos ou carreiras específicas. Há apenas um "Bacharelado em Artes", mas também há um Bacharel em Artes em Administração, Bacharel em Artes em estudos interdisciplinares e Bacharel em Artes Regentes.